# Gravedona
Gravedona est une commune italienne d'environ 2 800 habitants située dans la province de Côme dans la région Lombardie dans le nord de l'Italie.

## Administration
| Période                                  | Période  | Identité           | Étiquette | Qualité |
| ---------------------------------------- | -------- | ------------------ | --------- | ------- |
| 30/05/06                                 | En cours | Fiorenzo Bongiasca |           |         |
| Les données manquantes sont à compléter. |          |                    |           |         |

### Hameaux
Negrana, San Carlo, Segna, Trevisa, Traversa

### Communes limitrophes
Colico, Consiglio di Rumo, Domaso, Dosso del Liro, Peglio, Dongo

## Photographies

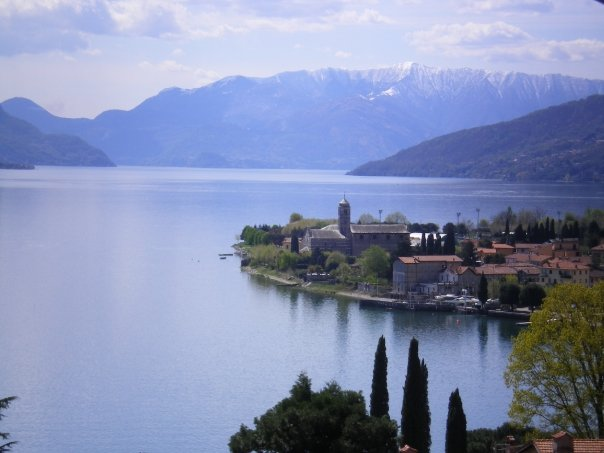
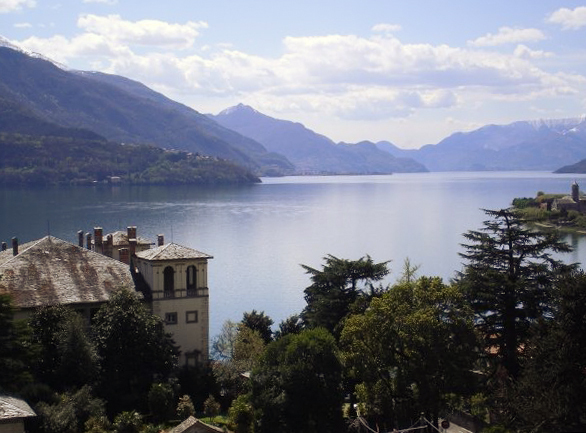
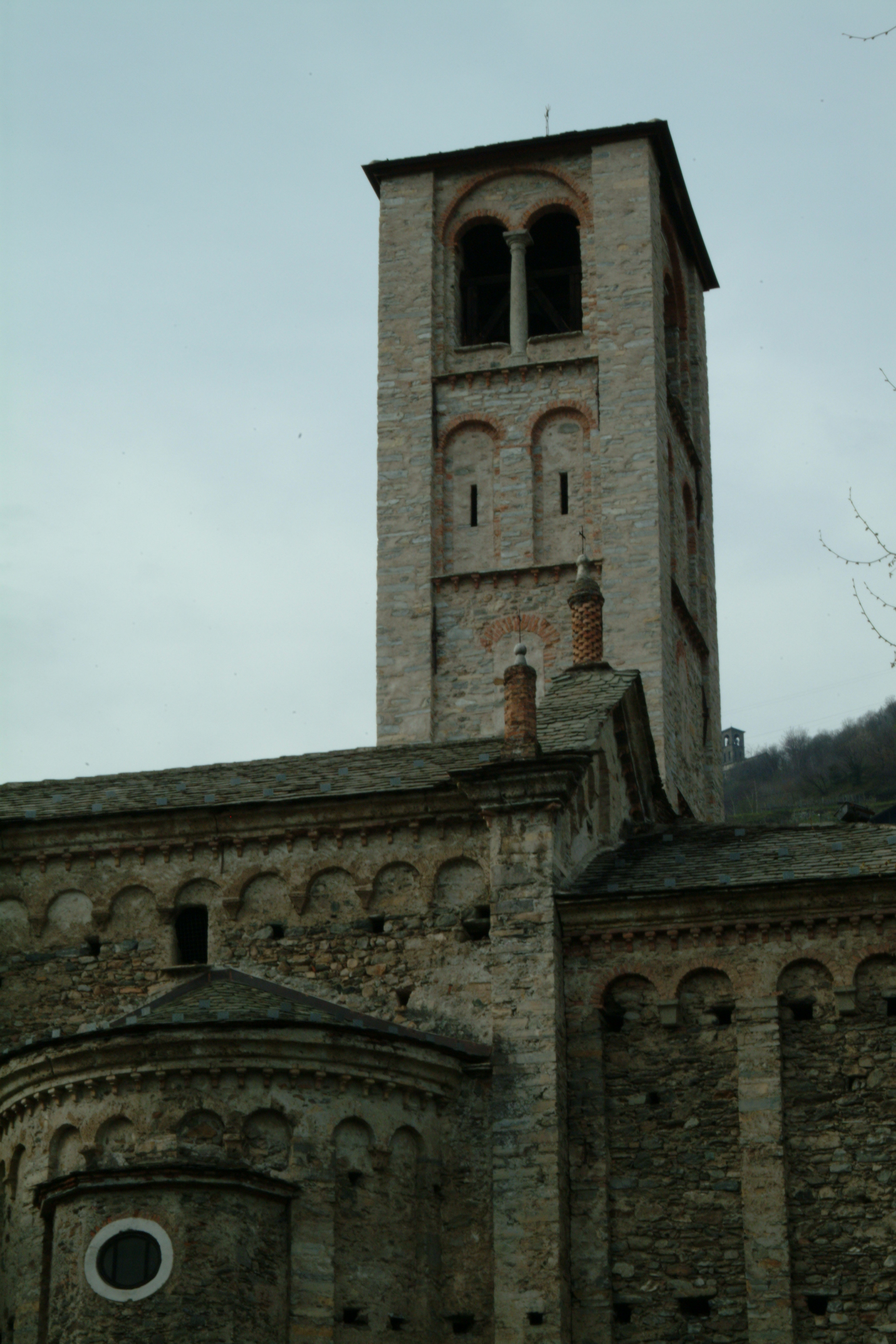
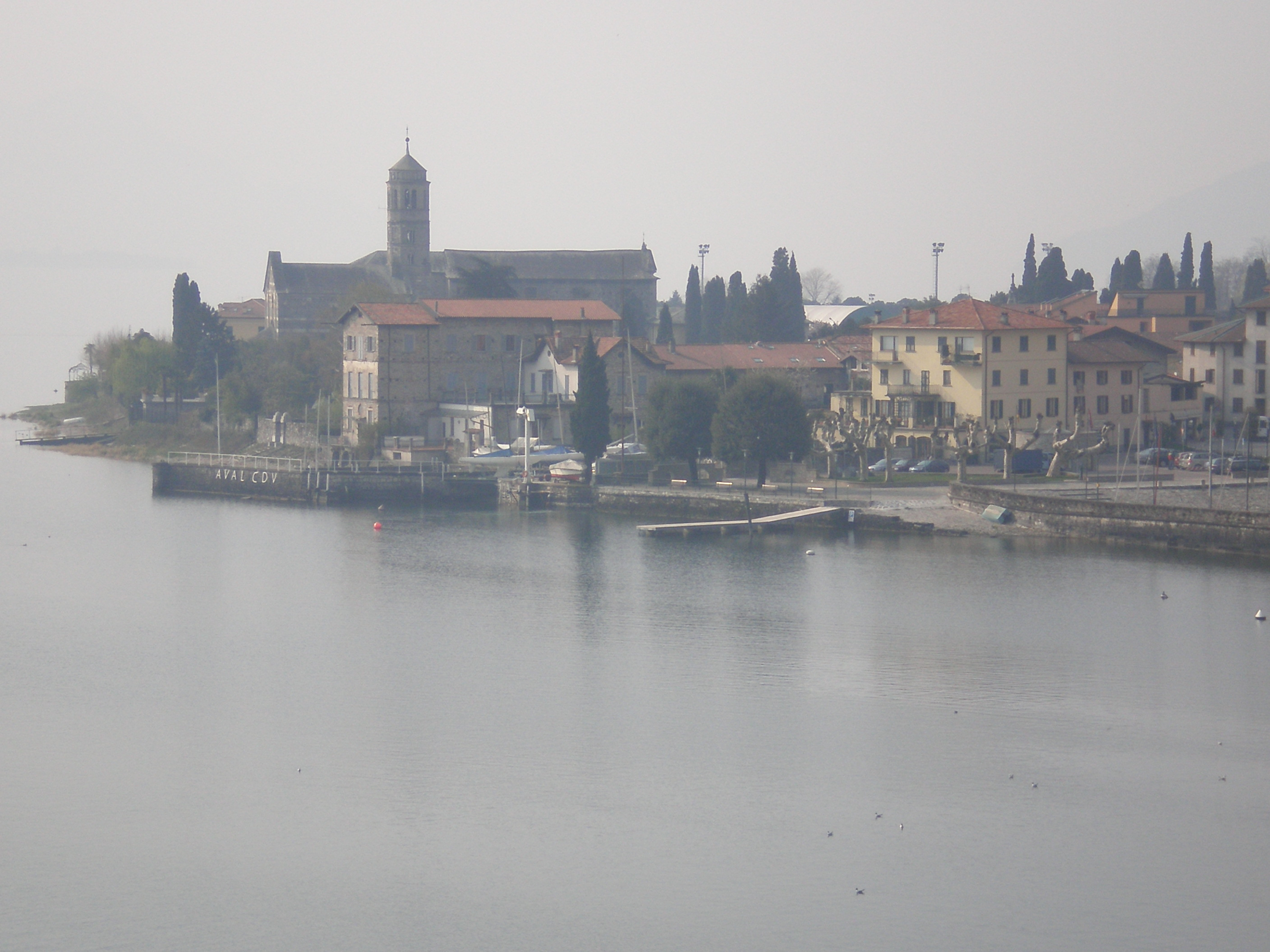

## Jumelages
Guer (France)